# Солтанов, Бахтияр Ислам оглы
Бахтияр Ислам оглы Солтанов (азерб. Bəxtiyar İslam oğlu Soltanov; род. 21 июня 1989, Баку) — азербайджанский футболист, нападающий. Выступал за молодёжную сборную Азербайджана.

## Клубная карьера
С 2007 года защищает цвета клуба премьер-лиги Азербайджана — «Бакы» (Баку). Выступает в команде под № 27. По окончании сезона 2008/09, с 7 забитыми мячами занял 9 место в списке лучших бомбардиров Азербайджана. Летом 2012 года перешёл в «Кяпаз» (Гянджа).

## Сборная Азербайджана
В составе молодёжной сборной Азербайджана выступает под № 4.
Защищая цвета юношеской сборной Азербайджана (U-17), Бахтияр Солтанов отметился двумя забитыми мячами в ворота сборной Армении 30 октября 2005 года, в рамках последнего тура отборочного цикла чемпионата Европы 2006 года, проходившем на стадионе «Муниципал» в израильском городе Ришон Ле-Цион.

## Интересные факты

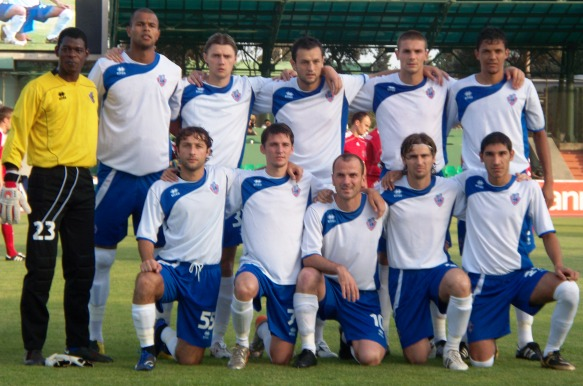
Бахтияр Солтанов (справа в ниж.ряду) в составе ФК «Бакы»

В январе 2009 года, вместе с другим игроком столичного клуба «Баку» Агилем Мамедовым, проходил учебно-тренировочные сборы в бельгийском «Андерлехте». Будучи на сборах в Бельгии Солтанов сыграл в составе дублёров «Андерлехта» против команды «Серкл Брюгге», выйдя на поле на 60 минуте второго тайма, в котором «Андерлехт» одержал победу со счетом 5-1.
В марте 2009 года в результате голосования представителей местных СМИ, Бахтияр Солтанов был избран лучшим игроком 19 тура XVII чемпионата Азербайджана в Премьер-Лиге, после того как сделал хет-трик на 3, 15 и 31-й минутах матча с «Бакылы», в котором команда хозяев поля победила со счетом 3-1.
Трансферная цена игрока на футбольном рынке была оценена в 750.000 долларов США. При этом Бахтияр Султанов попал в сферу интересов таких турецких клубов как «Генчлербирлиги» Анкара и «Касымпаша» Стамбул.